# Katrinedals naturskyddsområde

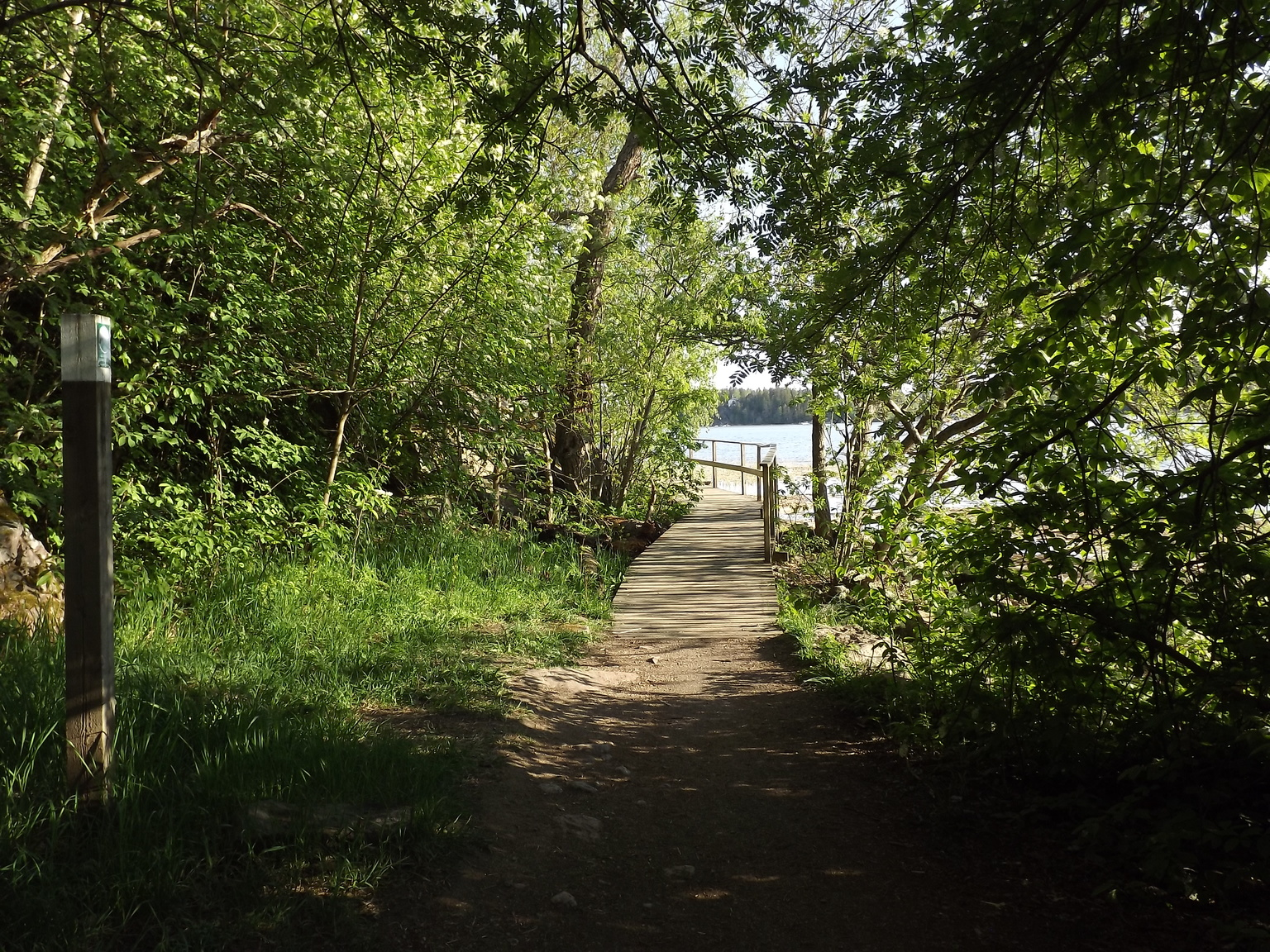
Gångstig längs stranden.

Katrinedals naturskyddsområde (fi. Katariinanlaakson luonnonsuojelualue) är ett naturreservat på 17 hektar i stadsdelen Katrinedal (fi. Katariina) i Åbo, ungefär 6 km från stadens centrum. Området gränsar till den för fåglar viktiga Rauvolaviken och består av lundar, tallbevuxet berg, urskogsaktig granskog och frodiga strandängar. Naturskyddsområdet bildades år 1983 med stöd av naturvårdslagen.
Området är sannolikt uppkallat efter frun på Ispois gård på 1700-talet, Katarina Berg, men också Katarina Jagellonica gjorde utfärder hit och många antar att hon är ursprunget till namnet.

## Natur
På naturskyddsområdet förekommer rikligt med ek och skogslind och ädeträdslundar bildar naturskyddsområdets kärnområde. Många arter av blommande lundväxter karakteriserar växtligheten. Bland i Finland sällsynta växtarter kan nämnas gulsippa, småborre, backlök, darrgräs, säfferot, backklöver och mörkt kungsljus. Fågelkonserten tävlar med de bästa lundarna på Runsala. Bland häckande fåglar kan nämnas kattuggla, gråspett, näktergal, härmsångare och stenknäck.
Vid sidan av lundar finns här också hällmarksskog med bastanta granar och karg tallbevuxen bergsterräng. Också dessa skogar är artrika med bland annat talltita, tofsmes och kungsfågel.
På sydsluttningen finns varma ängar och i den del av området som gränsar mot Rauvolaviken frodiga strandängar.

## Rekreation
Naturskyddsområdet ligger invid skidspåren och motionsslingorna från Luolavuori och nås lätt med lokalbuss. Under snöfri tid är det förbjudet att röra sig utanför stigarna, men området har utmärkta naturstigar och är ett populärt utflyktsmål.
Genom en bostadsmässa 1988 ökade invånarantalet i stadsdelen markant och var 2007 1300 personer. Området är nu också betydande som lokalt rekreationsområde, vilket ökat slitaget i synnerhet på vissa randområden.